# Auguste van Pels
Auguste van Pels, născută Röttgen, (n. 29 septembrie 1900, Buer - d 9 aprilie 1945,  Raguhn) a fost o evreică germano-neerlandeză care a devenit o victimă a nazismului. Ea a fost una dintre cele opt persoane care s-au ascuns timp de doi ani (1942-1944) în anexa secretă a casei de pe Prinsengracht 263 din Amsterdam, care au devenit celebre pe plan mondial prin Jurnalul Annei Frank.

## Viața

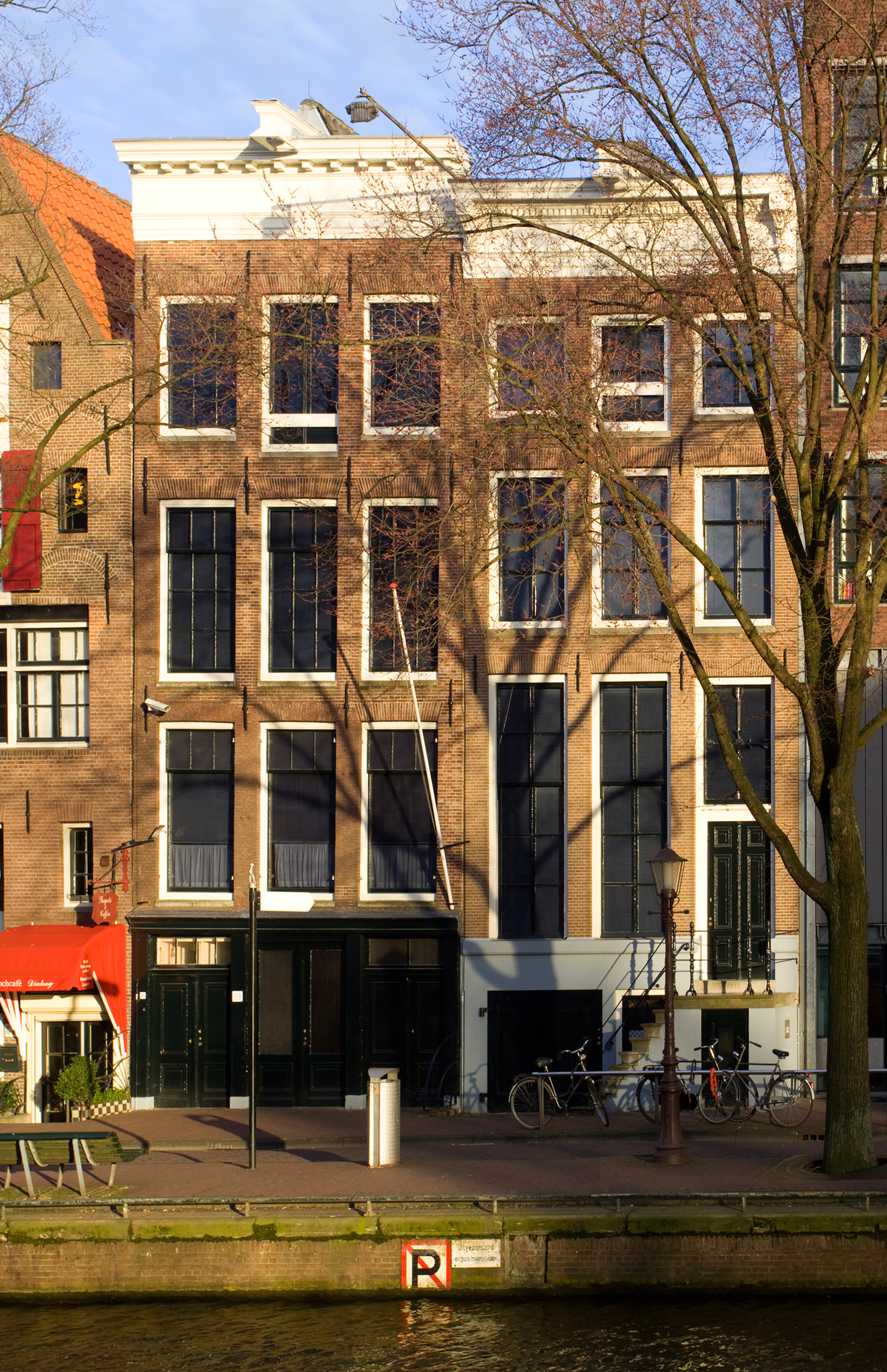
Clădirea de pe Prinsengracht 263, în s-a ascuns Auguste van Pels

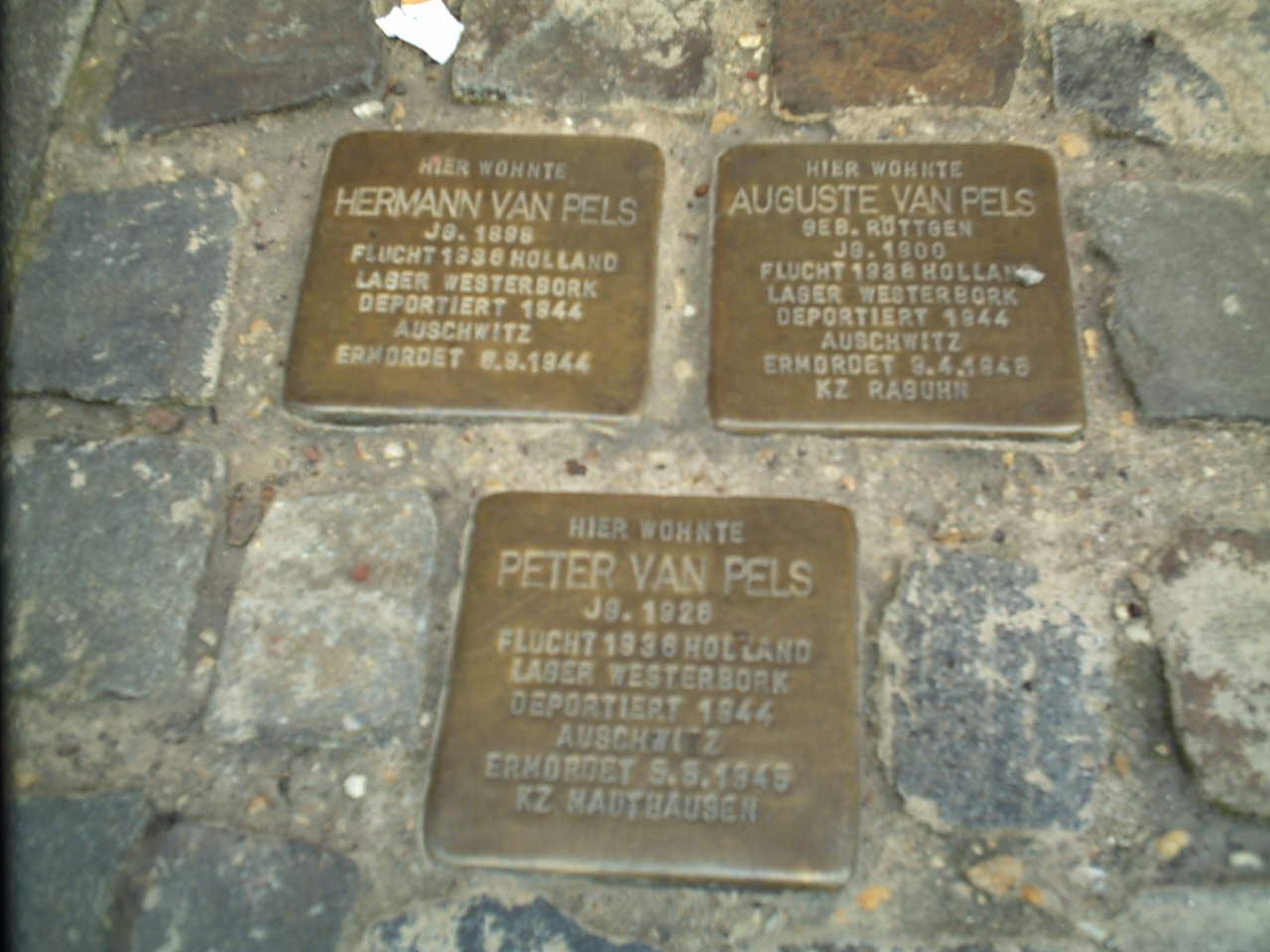
Stolperstein pentru Auguste van Pels în Osnabrück

Auguste Röttgen s-a născut pe 29 septembrie 1900, în Buer, azi un cartier al orașului Gelsenkirchen, ca fiică a unui om de afaceri german. Ea era de religie iudaică și l-a cunoscut pe evreul neerlandez, Hermann van Pels, cu care s-a căsătorit pe 5 decembrie 1925. Căsătoria a făcut-o să obțină în mod automat cetățenia Țărilor de Jos; ea a învățat limba neerlandeză, dar nu a reușit niciodată să devină o bună cunoscătoare a ei. Totuși, în 1942, Anne Frank scria în jurnalul ei că mama ei, Edith Frank-Holländer, și Auguste van Pels „vorbesc o neerlandeză abominabilă”. Cuplul van Pels s-a mutat la Osnabrück și a locuit într-un apartament de pe Martinistraße 67a. Pe 8 noiembrie 1926 s-a născut fiul lor, Peter van Pels, care a rămas singurul copil al cuplului.
Ca urmare a ascensiunii la putere a naziștilor și a instituirii unor legi cu caracter rasial, familia van Pels a fugit pe 26 iunie 1937 în Țările de Jos și s-a mutat la Amsterdam, într-un apartament de pe Zuider Amstellaan. Hermann van Pels a lucrat din 1938 la compania Pectacon a lui Otto Frank. Auguste și Hermann van Pels erau prieteni cu familia Frank și în afara programului de lucru și au fost oaspeți frecvenți la mesele familiei Frank din după amiezele de sâmbătă. Ambele familii și-au pregătit o ascunzătoare în spatele clădirii din Prinsengracht 263 (unde se afla sediul companiilor Opekta și Pectacon ale lui Otto Frank) încă din vara anului 1941, când începuseră deportările evreilor din Țările de Jos. La unul din ceaiurile de după-amiază, viitoarea protectoare Miep Gies a cunoscut-o pe Auguste van Pels, pe care a descris-o ulterior ca o „femeie drăguță, un pic cochetă”.
Pe 5 iulie 1942 Edith Frank-Holländer a primit o citație prin care fiica ei, Margot, era convocată pentru a fi deportată în Germania, unde urma să presteze muncă forțată. Ea a informat imediat familia van Pels că trebuie să se ascundă cât mai curând posibil, chiar dacă ascunzătoarea din anexa secretă nu era încă pregătită. Familia Frank s-a ascuns deja pe 6 iulie 1942, fiind urmată de familia Van Pels în data de 13 iulie 1942. Un pic mai târziu, în noiembrie 1942, li s-a alăturat dentistul Fritz Pfeffer ca al optulea refugiat. Auguste și Hermann van Pels au locuit într-o cameră de la etajul al doilea. Dormitorul lor a servit ziua ca sufragerie și sală de mese pentru toți cei opt refugiați. Apartamentul familiei van Pels din Zuider Amstellaan a fost golit de naziști în octombrie 1942. „Azi-dimineață, Miep ne-a povestit că nemții au scos toată mobila din locuința soților Van Daan de pe Zuider Amstellaan. Încă nu i-am spus asta doamnei, ea și-așa e „nevricoasă” în ultima vreme, iar noi n-avem niciun chef să-i ascultăm încă o ieremiadă despre frumoasa veselă și fotoliile drăguțe pe care le-a lăsat acasă”, a notat Anne Frank pe 29 octombrie 1942 în jurnalul ei.
Van Pels a fost o femeie extrovertită, „dominantă, capricioasă și cochetă” – o imagine care a fost perpetuată, mai ales din cauza reprezentării sale subiective în Jurnalul Annei Frank. Melissa Müller o considera pe van Pels în cartea ei, Das Mädchen Anne Frank, a fi complet ignorantă în probleme de educație. Când apăreau neînțelegeri, mama l-a închis pe fiul ei, Peter van Pels, în pod sau l-a lovit. În alte probleme de educație părintească, ea i-a cerut ajutorul lui Edith Frank-Holländer. Au existat mereu dispute violente între Auguste și Hermann van Pels, în văzul celorlalte persoane, dar acestea s-au terminat prin împăcarea exuberantă a celor doi soți. Pe măsura trecerii timpului, starea de spirit a oamenilor aflați în ascunzătoare a devenit tot mai pesimistă și Auguste van Pels a trecut printr-o disperare în creștere, a avut accese de isterie și a amenințat „cu voce tare că se va sinucide – odată prin spânzurare, altădată printr-un glonț în cap”. Problemele financiare acute au determinat-o pe Auguste van Pels în octombrie 1943 să accepte, cu multă părere de rău, să-și vândă haina de blană.
Pe 4 august 1944 cele opt persoane care se ascundeau au fost trădate și arestate. Auguste van Pels a fost deportată, ca și ceilalți șapte clandestini, din lagărul de tranzit Westerbork către lagărul de concentrare Auschwitz-Birkenau. Ea a fost una dintre cele 442 de femei din transport și una dintre cele 212 femei care au supraviețuit selecției din 6 septembrie 1944, alături de Edith, Margot și Anne Frank. În perioada octombrie-noiembrie 1944 Auguste van Pels a fost deportată probabil, împreună cu Anne și Margot Frank, în lagărul de concentrare Bergen-Belsen. Cele trei femei s-au aflat în contact una cu alta în lagăr. Van Pels a întâlnit în lagărul de concentrare la începutul lunii februarie 1945 pe o femeie pe care o cunoscuse înainte de deportare, care a fost contactată, la rândul ei, de Hannah Goslar . Femeia i-a spus lui Goslar că în lagăr se aflau și alte femei neerlandeze, inclusiv Anne Frank, colega ei de școală din timpul copilăriei. Ea a încercat să o contacteze pe Anne prin gardul de sârmă ghimpată. Ulterior, Pick-Goslar a scris în memoriile ei:
„Bineînțeles că am făcut asta. Am stat seara la sârma ghimpată și am început să strig ușor și, din întâmplare, doamna van Daan s-a întors. Am întrebat-o: „Puteți să o chemați pe Anne?” Ea a spus: „Da, da, așteaptă, o voi chema pe Anne, nu o pot chema pe Margot, ea este bolnavă pe moarte și stă în pat.”—Hannah Pick-Goslar 1997
Anne Frank și Hannah Goslar s-au întâlnit de mai multe ori la gard și Goslar a reușit să-i arunce Annei peste gard un mic pachet cu alimente. Pe 6 februarie 1945 Auguste van Pels a fost deportată în lagărul Raguhn, o tabără exterioară a lagărului de concentrare Buchenwald. Ea a murit pe 9 aprilie 1945 în timpul unui transport către lagărul de concentrare Theresienstadt.
În data de 15 noiembrie 2007 în fața clădirii din Osnabrück în care a locuit familia van Pels a fost amplasată în pavimentul străzii trei pietre memoriale (Stolpersteine) pentru cei trei membri ai familiei.

## Jurnalul Annei Frank
Jurnalul, pe care Anne Frank l-a scris în special în perioada cât a trăit ascunsă, a fost publicat pentru prima dată în 1947 de către tatăl ei, Otto Frank. Când și-a rescris jurnalul, probabil în mai 1944, Anne Frank a ascuns toate cele opt nume prin pseudonime. Auguste van Pels a devenit astfel „Petronella van Daan”. Cu toate acestea, Anne Frank o numește adesea în jurnal cu apelativul peiorativ „Madame”.
Anne Frank nota pe 11 iulie 1942, în jurnalul ei, următoarele impresii cu privire la sosirea anticipată a familiei van Pels: „mă bucură mult sosirea familiei Van Daan, stabilită pentru marți; atmosfera va fi mult mai plăcută și va fi și mai puțină liniște.” Sosirea Augustei van Pels i-a provocat fetei o stare de ilaritate: „Ne-am amuzat teribil când am văzut că doamna Van Daan a adus în cutia ei de pălării o oală de noapte. „Fără oală de noapte nu mă simt nicăieri acasă”, a spus ea, și oala a fost primul obiect care și-a găsit un loc permanent sub canapea.”
Pe 2 septembrie 1942, Anne Frank raporta deja apariția primele conflicte între Auguste și Hermann van Pels („Domnul și doamna Van Daan s-au certat groaznic. Așa ceva n-am mai văzut niciodată, fiindcă tatei și mamei nu le-ar trece prin cap să strige așa unul la altul. Motivul a fost atât de neînsemnat, încât nici măcar nu merită pomenit.”), precum și relația proastă între Edith Frank-Holländer și Auguste van Pels. Primele plângeri cu privire la doamna van Pels apar pe 21 septembrie 1942: „Doamna Van Daan este insuportabilă. Cei de sus mă tot dojenesc pentru că pălăvrăgesc fără încetare. Puțin îmi pasă mie de ce spun ei!” În continuare sunt prezente, aproape zilnic, plângerile cu privire la doamna van Pels, iar Anne folosește cuvinte extrem de dure la adresa ei: „o mahalagioaică roșie și grasă” și „muierușca asta proastă și țicnită”. Pe Anne o iritau permanent, în special, „încercările ei de a flirta cu tata [Otto Frank] (...) Îl mângâie pe obraz și pe păr, își ridică fusta foarte sus, spune lucruri care ei i se par pline de spirit și încearcă astfel să-i atragă atenția lui Pim.” Atunci când van Pels își sucește o coastă superioară în timpul unor exerciții de gimnastică, Anne comentează aceasta cu dispreț („asta li se întâmplă doamnelor mai bătrâne (!) când se-apucă să facă exerciții de gimnastică dintre cele mai idioate ca să scape de fundul lor gras!”), la fel cum face atunci când descrie durerile ei dentare tratate de cel de-al optulea refugiat, dentistul Fritz Pfeffer.
Numai rareori – mai ales în perioadele în care conflictele cu mama ei și cu Fritz Pfeffer erau în creștere – Anne Frank o privește pozitiv pe doamna van Pels, scriind lucruri bune despre ea, ca de exemplu în decembrie 1942: „[...] un lucru trebuie spus: este extrem de harnică și ordonată și, câtă vreme starea ei fizică și psihică e bună, este și veselă.”

## Auguste van Pels în film
Jurnalul Annei Frank a fost ecranizat de mai multe ori. Următoarele actrițe au jucat rolul Augustei van Pels în adaptările cinematografice:
- 1959: Jurnalul Annei Frank (The Diary of Anne Frank) – Shelley Winters (a câștigat un Oscar pentru rolul ei)
- 1980: Jurnalul Annei Frank (The Diary of Anne Frank) – Doris Roberts
- 1985: Het dagboek van Anne Frank – Nelly Frijda
- 1987: Jurnalul Annei Frank (The Diary of Anne Frank) – Susan Tracy
- 1988: Viața mea cu Anne Frank (The Attic: The Hiding of Anne Frank) – Frances Cuka
- 1995 Anne no nikki – Tetsuko Kuroyanagi
- 1996: El diari d'Anna Frank – Imma Colomer
- 2001: Anne Frank (Anne Frank: The Whole Story) – Brenda Blethyn
- 2009: Jurnalul Annei Frank – Lesley Sharp
- 2014: Meine Tochter Anne Frank – Hannah Schröder